# AqbiRec
株式会社AqbiRec（アクビレック）は、日本の音楽プロダクションである。通称「AQBI」（アクビ）。代表取締役は田中紘治。 

## 概要
アイドル育成プロジェクトとして2011年に発足したクリムゾン印刷代表でBELLRING少女ハートディレクターの田中紘治により設立。法人化したのは、BELLRING少女ハートのメンバーで台湾出身のTIRAがビザの関係で帰国せざるを得なくなり、法人の取締役ならば広報活動名目で活動できるらしいという理由による。
2016年末、BELLRING少女ハートが活動休止（のちに「崩壊」と呼ばれる）、2017年にはThere There Theresに改名、再始動。また同年、柳沢あやの（元BELLRING少女ハート）のソロプロジェクト・CLOCK & BOTAN活動開始、AqbiRec第2のグループ・MIGMA SHELTERを結成。
There There Theresは2018年3月より表記を大文字の「THERE THERE THERES」に統一。また2018年には柳沢を中心としてグーグールルを結成。
2019年、THERE THERE THERES解散。同年、元THERE THERE THERESの平澤芽衣を中心としてNILKLYを結成。
2020年からのコロナ禍では、対面での「特典会」を1年間停止する一方、ライブや特典会のオンライン配信や「逆特典会」（田中がファンのチェキを撮り、ファンがそのチェキにメッセージを書いて目当てのメンバーに届ける）などを実施。
2022年、NILKLY、あんちろちーが解散。BELLRING少女ハート10周年を記念してAqbiRecに所属しているメンバーにより「BELLRING少女ハート '22」が期間限定で活動。元NILKLYの小笠原唯、元BELLRING少女ハート・THERE THERE THERESの朝倉みずほを中心とした新グループ・Finger Runsがデビュー。
2023年、BELLRING少女ハート '22が活動終了、2022年末に加入した葵みとはオーディションで選ばれたメンバーと共にBELLRING少女ハートとして活動開始。AqbiRecはプロデュース・ディレクション、マネージメントはMELTREC（エクストロメ!!、Lonesome Record主宰の小林健太郎（こばけん）が代表を務める）が担当する。また、次世代アイドル育成プロジェクト「AQBI MATE」が始動。
2024年、MIGMA SHELTER無期限活動休止。元メンバーのうち、タマネ、ワニャ+、ユイノン、スイミイの4人は新グループ・FOKALITEを結成、ブラジルは自身がドラムスを務めるバンド結成に向けバンドメンバーの募集を開始。

## 所属アーティスト
- CLOCK & BOTAN
- Finger Runs - 2022年12月31日お披露目。
- FOKALITE - 2024年8月18日プレデビュー、同年10月16日正式デビュー
- メリサ（元MIGMA SHELTER）

### プロデュース
- BELLRING少女ハート（2代目）

### 過去
- BELLRING少女ハート（初代）→THERE THERE THERES - 2019年2月末解散。
  - BELLRING少女ハート '22 - 期間限定復活。
- 小島ノエ - THERE THERE THERES解散後の2019年5月からソロで活動していたが、2020年1月活動終了[11]。
- グーグールル - 2018年結成、2021年4月解散。
  - あんちろちー - グーグールル最終メンバーによる暫定グループ。2022年解散。
- 春野さ子 - 2017年4月ライブデビュー。オープニングアクトのみ出演。
- NILKLY - 2019年結成、2022年解散。
- MIGMA SHELTER - 2017年結成、2024年無期限活動休止